# Malmerspach
Malmerspach je občina v departmaju Haut-Rhin francoske regije Alzacija.
Leta 1990 je v občini živelo 537 oseb oz. 202 oseb/km².